# Південний виборчий округ Ісландії
Півде́нний ви́борчий о́круг Ісла́ндії (ісл. Suðurkjördæmi; англ. South Constituency) — один з шести виборчих округів Ісландії. Найбільшим містом округу є Кеплавік.

## Склад виборчого округу
Виборчий округ включає в себе 3 регіони і 20 муніципалітетів.
- Регіони: Аустурланд, Судурланд, Судурнес
- Муніципалітети: Аурборг, Ásahreppur, Bláskógabyggð, Flóahreppur, Ґардур, Grímsnes- og Grafningshreppur, Ґріндавік, Гепн, Hrunamannahreppur, Квераґерді, Рейк'янесбаїр, Mýrdalshreppur, Ölfus, Rangárþing eystra, Rangárþing ytra, Сандґерді, Skaftárhreppur, Skeiða- og Gnúpverjahreppur, Вестманнові острови, Воґар.

### Міста
До виборчого округу входять 16 населених пунктів зі статусом міста.
- Кеплавік
- Сельфосс
- Нярдвік
- Вестманнаеяр(інші мови)
- Ґріндавік
- Квераґерді
- Гепн
- Сандґерді
- Ґардур
- Рорлаулсхефн (Þorlákshöfn)
- Воґар
- Хволсвеллур (Hvolsvöllur)
- Хелла (Hella)
- Еурарбаккі (Eyrarbakki)
- Стокксеурі (Stokkseyri)
- Вік і Мірдал